# Benevento Calcio 2017-2018
Questa voce raccoglie le informazioni riguardanti il Benevento Calcio nelle competizioni ufficiali della stagione 2017-2018.

## Stagione
Nella stagione 2017-2018 Marco Baroni viene confermato sulla panchina del Benevento, dopo la storica promozione del campionato 2016-17. La stagione si apre con la Coppa Italia, dove i campani sono estromessi dal Perugia. Ancor più negativa è la partenza in Serie A, con la matricola rimasta all'asciutto di punti nelle prime 14 giornate. Il trend non è tuttavia ascrivibile – come una lettura superficiale dei numeri parrebbe suggerire – alla scarsa competitività dell'organico (sebbene privo di nomi altisonanti) quanto alle difficoltà nel gestire le situazioni di parità o vantaggio minimo, circostanza che porta i sanniti a perdere numerose gare in rimonta oppure nei minuti finali. Dopo la sconfitta per 3-0 con la Fiorentina, la nona dall'inizio del torneo (numero che peggiora il record stabilito dal Venezia nel 1949-50), la dirigenza opta per il cambio alla guida: Baroni viene infatti sostituito da Roberto De Zerbi. L'avvicendamento tecnico non giova alle sorti della squadra, tanto che il knock-out con l'Atalanta conferisce rilievo europeo al primato negativo: nel 1930-31 il Manchester United era infatti partito con 12 disfatte consecutive, cifra superata dai giallorossi per le 14 battute d'arresto in fila.

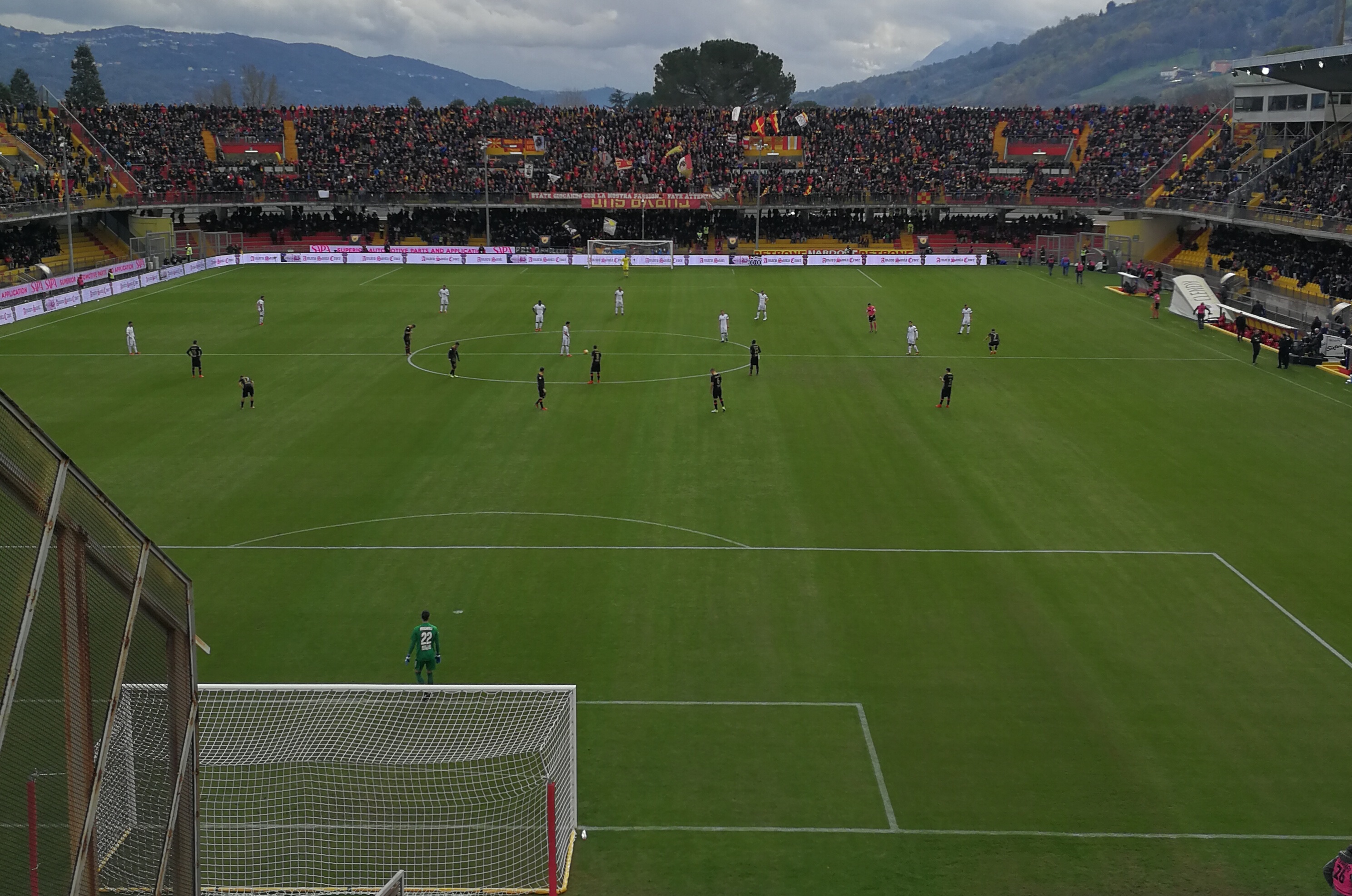
Calcio d'inizio della partita con il Milan del 3 dicembre 2017, in cui la formazione ottiene il suo primo punto in massima serie.

Ad interrompere la striscia negativa è l'incontro con il Milan, chiusosi sul 2-2: l'insperato pareggio è legato ad un nome altrettanto inatteso, quello del portiere Brignoli che al 95' stabilisce il risultato finale. A conclusione del girone di andata, viene conseguita la prima vittoria: il Chievo è infatti battuto di misura, come avviene alla Sampdoria una settimana più tardi. Per rinforzare la rosa, col dichiarato obiettivo della salvezza da raggiungere, il club procede ad ingenti spese nel mercato invernale. Le affermazioni su Crotone e Verona, a propria volta in corsa per non retrocedere, non sono tuttavia sufficienti a schiodare i sanniti dall'ultimo posto. I difetti palesati nella prima parte di stagione, infatti, costituiscono ancora il principale punto debole della squadra. A ciò si aggiunge un rendimento particolarmente negativo in trasferta, con il Benevento che consegue i primi punti esterni soltanto ad aprile. Il successo in casa del Milan è comunque impreziosito dall'aver mantenuto inviolata la propria rete, fatto mai verificatosi nelle precedenti 16 trasferte. All'importanza morale e statistica del risultato non corrisponde però quella sportiva, poiché la vittoria dei pitagorici sull'Udinese determina il primo verdetto: con 4 giornate ancora in calendario, i campani sono la prima formazione a retrocedere non potendo colmare il distacco di 14 lunghezze dagli stessi calabresi. Nelle restanti giornate la compagine ottiene 4 punti, chiudendo il torneo in ultima posizione a quota 21. Il sipario sulla sfortunata stagione d'esordio è calato da una sconfitta contro il Chievo, decisiva proprio per la salvezza dei veneti.

## Divise e sponsor
Le maglie per la stagione 2017-2018, fornite da Frankie Garage Sport (al quarto anno di collaborazione col club sannita e a sua volta al debutto in Serie A) sono così strutturate:
- La prima divisa propone frontalmente la classica palatura giallo-rossa, peculiare della tradizione beneventana: in essa tuttavia le strisce rosse tendono a sfumare e dissolversi alle due estremità. Nella parte bassa inoltre lo sfondo della maglia tende a cangiare colore dal giallo all'arancio. Il colletto a girocollo è colorato di rosso. Il retro presenta invece una soluzione monocromatica gialla, senza note di contrasto. A tale maglia si abbinano pantaloncini rossi con banda laterale gialla e calzettoni egualmente rossi con finiture gialle.
- La seconda divisa è invece perlopiù bianca, fatto salvo un inserto giallo-rosso (diviso in due verticalmente) all'altezza del petto, chiuso nella parte bassa da una riga nera che s'armonizza al colletto a girocollo. Il risvolto delle maniche è giallo a sinistra e rosso a destra. Il retro è monocromatico bianco. In abbinamento si propongono calzoncini bianchi con banda laterale rossa e calzettoni egualmente bianchi con finiture rosse.
- La terza divisa ha il nero come tinta dominante: i colori sociali beneventani sono richiamati frontalmente da un motivo a pinstripes verticali dalla tinta cangiante (rossa verso l'alto, gialla verso il basso). Inserti gialli si collocano sotto le maniche e nel colletto a girocollo. I pantaloncini e i calzettoni sono egualmente neri, con finiture nei colori sociali.

Gli sponsor di maglia sono due: sul torso è apposto il marchio La Molisana, mentre nel basso dorso si colloca Rillo Costruzioni.
| Casa | Trasferta | Terza divisa |

## Rosa
Rosa aggiornata al termine della stagione.
| N. |                     | Ruolo | Calciatore               |
| -- | ------------------- | ----- | ------------------------ |
| 1  | Slovenia (bandiera) | P     | Vid Belec                |
| 2  | Spagna (bandiera)   | D     | Christian Rutjens        |
| 3  | Italia (bandiera)   | D     | Gaetano Letizia          |
| 4  | Italia (bandiera)   | C     | Lorenzo Del Pinto        |
| 5  | Italia (bandiera)   | D     | Fabio Lucioni (capitano) |
| 6  | Albania (bandiera)  | D     | Berat Djimsiti           |
| 7  | Italia (bandiera)   | C     | Marco D'Alessandro       |
| 8  | Italia (bandiera)   | C     | Danilo Cataldi           |
| 9  | Italia (bandiera)   | A     | Fabio Ceravolo           |
| 10 | Italia (bandiera)   | C     | Amato Ciciretti          |
| 11 | Italia (bandiera)   | A     | Massimo Coda             |
| 12 | Italia (bandiera)   | P     | Riccardo Piscitelli      |
| 13 | Ghana (bandiera)    | C     | Raman Chibsah            |
| 14 | Italia (bandiera)   | C     | Nicolas Viola            |
| 15 | Italia (bandiera)   | D     | Michele Camporese        |
| 16 | Romania (bandiera)  | D     | Alin Toșca               |
| 17 | Italia (bandiera)   | D     | Gianluca Di Chiara       |
| 18 | Ghana (bandiera)    | D     | Bright Gyamfi            |
| 19 | Guinea (bandiera)   | A     | Karamoko Cissé           |
| 20 | Albania (bandiera)  | C     | Ledian Memushaj          |
| 21 | Italia (bandiera)   | D     | Andrea Costa             |
| 22 | Italia (bandiera)   | P     | Alberto Brignoli         |
| 23 | Italia (bandiera)   | D     | Lorenzo Venuti           |
| 24 | Senegal (bandiera)  | C     | Mamadou Kanoute          |

| N. |                           | Ruolo | Calciatore          |
| -- | ------------------------- | ----- | ------------------- |
| 25 | Mali (bandiera)           | A     | Cheick Diabaté      |
| 26 | Italia (bandiera)         | C     | Vittorio Parigini   |
| 29 | Francia (bandiera)        | D     | Jean-Claude Billong |
| 30 | Brasile (bandiera)        | C     | Sandro              |
| 31 | Serbia (bandiera)         | C     | Filip Đuričić       |
| 32 | Romania (bandiera)        | A     | George Pușcaș       |
| 33 | Italia (bandiera)         | A     | Pietro Iemmello     |
| 40 | Italia (bandiera)         | P     | Antonio Cotticelli  |
| 40 | Svizzera (bandiera)       | P     | Thomas Candeloro    |
| 60 | Costa d'Avorio (bandiera) | C     | Siriki Sanogo       |
| 66 | Brasile (bandiera)        | C     | Guilherme           |
| 73 | Italia (bandiera)         | C     | Giovanni Volpicelli |
| 77 | Marocco (bandiera)        | D     | Achraf Lazaar       |
| 80 | Italia (bandiera)         | P     | Gianluca Volzone    |
| 81 | Italia (bandiera)         | P     | Christian Puggioni  |
| 83 | Francia (bandiera)        | D     | Bacary Sagna        |
| 87 | Italia (bandiera)         | A     | Cristiano Lombardi  |
| 88 | Italia (bandiera)         | D     | Luca Antei          |
| 90 | Svezia (bandiera)         | A     | Samuel Armenteros   |
| 91 | Italia (bandiera)         | D     | Luca Sparandeo      |
| 93 | Italia (bandiera)         | A     | Vincenzo Pinto      |
| 95 | Francia (bandiera)        | D     | Andreaw Gravillon   |
| 98 | Italia (bandiera)         | C     | Alessio Donnarumma  |
| 99 | Italia (bandiera)         | A     | Enrico Brignola     |

## Calciomercato

### Sessione estiva(dal 3/7 al 31/8)
| Acquisti         | Acquisti           | Acquisti        | Acquisti                         |
| R.               | Nome               | da              | Modalità                         |
| ---------------- | ------------------ | --------------- | -------------------------------- |
| P                | Vid Belec          | Carpi           | definitivo (1,75 milioni €)      |
| P                | Alberto Brignoli   | Juventus        | prestito                         |
| D                | Luca Antei         | Sassuolo        | prestito                         |
| D                | Andrea Costa       | Empoli          | definitivo (1,5 milioni €)       |
| D                | Gianluca Di Chiara | Perugia         | definitivo (3 milioni €)         |
| D                | Berat Djimsiti     | Atalanta        | prestito                         |
| D                | Andrew Gravillon   | Inter           | definitivo (4 milioni €)         |
| D                | Bright Gyamfi      | Inter           | definitivo (280000 €)            |
| D                | Achraf Lazaar      | Newcastle Utd   | definitivo                       |
| D                | Gaetano Letizia    | Carpi           | definitivo (1,75 milioni €)      |
| D                | Lorenzo Venuti     | Fiorentina      | rinnovo prestito                 |
| C                | Danilo Cataldi     | Lazio           | prestito con obbligo di riscatto |
| C                | Raman Chibsah      | Sassuolo        | rinnovo prestito                 |
| C                | Marco D'Alessandro | Atalanta        | prestito con obbligo di riscatto |
| C                | Ledian Memushaj    | Pescara         | prestito con obbligo di riscatto |
| A                | Samuel Armenteros  | Heracles Almelo | definitivo (2 milioni €)         |
| A                | Massimo Coda       | Salernitana     | definitivo (1,70 milioni €)      |
| A                | Pietro Iemmello    | Sassuolo        | prestito                         |
| A                | Cristiano Lombardi | Lazio           | prestito                         |
| A                | Vittorio Parigini  | Torino          | definitivo                       |
| A                | George Pușcaș      | Inter           | rinnovo prestito                 |
| Altre operazioni |                    |                 |                                  |
| R.               | Nome               | da              | Modalità                         |
| C                | Daniel Kofi Agyei  | Ancona          | fine prestito                    |
| A                | Mamadou Kanoute    | Juve Stabia     | fine prestito                    |

| Cessioni         | Cessioni          | Cessioni       | Cessioni      |
| R.               | Nome              | a              | Modalità      |
| ---------------- | ----------------- | -------------- | ------------- |
| P                | Alessio Cragno    | Cagliari       | fine prestito |
| P                | Fabrizio Alastra  | Palermo        | fine prestito |
| D                | Michele Camporese | Foggia         | prestito      |
| D                | Emanuele Padella  | Ascoli         | definitivo    |
| D                | Enrico Pezzi      | Cittadella     | definitivo    |
| D                | Walter López      | Spezia         | definitivo    |
| C                | Daniel Kofi Agyei | Carrarese      | definitivo    |
| C                | Antonio Matera    | Fidelis Andria | fine prestito |
| C                | Daniele Buzzegoli | Ascoli         | definitivo    |
| C                | Mirko Eramo       | Virtus Entella | definitivo    |
| C                | Nikola Jakimovski | -              | svincolato    |
| C                | Marko Pajač       | Cagliari       | fine prestito |
| C                | Filippo Falco     | Bologna        | fine prestito |
| A                | Fabio Ceravolo    | Parma          | definitivo    |
| A                | Karamoko Cissé    | Bari           | definitivo    |
| Altre operazioni |                   |                |               |
| R.               | Nome              | a              | Modalità      |

### Sessione invernale(dal 3/1 al 31/1)
| Acquisti         | Acquisti            | Acquisti       | Acquisti                 |
| R.               | Nome                | da             | Modalità                 |
| ---------------- | ------------------- | -------------- | ------------------------ |
| D                | Jean-Claude Billong | Maribor        | definitivo (2 milioni €) |
| A                | Cheick Diabaté      | Ankaraspor     | prestito (200000 €)      |
| C                | Guilherme           | Legia Varsavia | definitivo               |
| C                | Filip Đuričić       | Sampdoria      | prestito                 |
| C                | Sandro              | Antalyaspor    | prestito                 |
| P                | Christian Puggioni  | Sampdoria      | prestito                 |
| D                | Alin Toșca          | Real Betis     | prestito                 |
| D                | Bacary Sagna        |                | svincolato               |
| Altre operazioni |                     |                |                          |
| R.               | Nome                | da             | Modalità                 |
| D                | Nii Nortey Ashong   |                | svincolato               |
| C                | Christian Cannavaro | Sassuolo       | definitivo               |

| Cessioni         | Cessioni           | Cessioni         | Cessioni                    |
| R.               | Nome               | a                | Modalità                    |
| ---------------- | ------------------ | ---------------- | --------------------------- |
| C                | Raman Chibsah      | Frosinone        | prestito                    |
| C                | Amato Ciciretti    | Parma            | prestito (280000 €)         |
| P                | Vid Belec          | Sampdoria        | prestito                    |
| A                | Samuel Armenteros  | Portland Timbers | prestito                    |
| D                | Gianluca Di Chiara | Carpi            | prestito                    |
| D                | Fabrizio Melara    | Juve Stabia      | definitivo                  |
| Altre operazioni |                    |                  |                             |
| R.               | Nome               | a                | Modalità                    |
| P                | Antonio Cotticelli | Sliema Wanderers | prestito                    |
| D                | Andrew Gravillon   | Pescara          | definitivo (3,50 milioni €) |
| D                | Nii Nortey Ashong  | Sliema Wanderers | definitivo                  |
| A                | Mamadou Kanouté    | Pro Vercelli     | prestito                    |
| A                | George Pușcaș      | Inter            | fine prestito               |

## Risultati

### Serie A

#### Girone di andata
| Arbitro: | Pasqua (Tivoli) |

|                       |           |               |
| Quagliarella 38’, 54’ | Marcatori | 15’ Ciciretti |

| Arbitro: | Calvarese (Teramo) |

|  |           |            |
|  | Marcatori | 55’ Donsah |

| Arbitro: | Abisso (Palermo) |

|  |           |              |
|  | Marcatori | 90+3’ Falque |

| Arbitro: | Irrati (Pistoia) |

|                                                                       |           |  |
| Allan 3’ Insigne 15’ Mertens 27’, 65’ (rig.), 90’ (rig.) Callejón 32’ | Marcatori |  |

| Arbitro: | Fabbri (Ravenna) |

|  |           |                                                     |
|  | Marcatori | 22’, 52’ Džeko 35’ (aut.) Lucioni 74’ (aut.) Venuti |

| Arbitro: | Orsato (Schio) |

|                           |           |  |
| Mandragora 43’ Rohdén 58’ | Marcatori |  |

| Arbitro: | Doveri (Roma 1) |

|                  |           |                   |
| D'Alessandro 42’ | Marcatori | 19’, 22’ Brozović |

| Arbitro: | Di Bello (Brindisi) |

|            |           |  |
| Rômulo 74’ | Marcatori |  |

| Arbitro: | Gavillucci (Latina) |

|  |           |                                            |
|  | Marcatori | 18’ Benassi 47’ Babacar 66’ (rig.) Théréau |

| Arbitro: | Irrati (Pistoia) |

|                           |           |                       |
| Faragò 9’ Pavoletti 90+5’ | Marcatori | 90+4’ (rig.) Iemmello |

| Arbitro: | Giacomelli (Trieste) |

|            |           |                                                        |
| Lazaar 55’ | Marcatori | 4’ Bastos 13’ Immobile 24’ Marušić 76’ Parolo 86’ Nani |

| Arbitro: | Abisso (Palermo) |

|                          |           |               |
| Higuaín 57’ Cuadrado 65’ | Marcatori | 19’ Ciciretti |

| Arbitro: | Mazzoleni (Bergamo) |

|                |           |                        |
| Armenteros 65’ | Marcatori | 57’ Matri 90+4’ Peluso |

| Arbitro: | Pasqua (Tivoli) |

|               |           |  |
| Cristante 75’ | Marcatori |  |

| Arbitro: | Mariani (Aprilia) |

|                           |           |                             |
| Pușcaș 50’ Brignoli 90+5’ | Marcatori | 38’ Bonaventura 57’ Kalinić |

| Arbitro: | Aureliano (Bologna) |

|                      |           |  |
| Barák 5’ Lasagna 41’ | Marcatori |  |

| Arbitro: | Pasqua (Tivoli) |

|                      |           |                   |
| Cremonesi 59’ (aut.) | Marcatori | 64’, 73’ Floccari |

| Arbitro: | Abisso (Palermo) |

|                       |           |  |
| Lapadula 90+2’ (rig.) | Marcatori |  |

| Arbitro: | Fourneau (Roma) |

|          |           |  |
| Coda 64’ | Marcatori |  |

#### Girone di ritorno
| Arbitro: | Manganiello (Pinerolo) |

|                              |           |                              |
| Coda 69’, 84’ Brignola 90+1’ | Marcatori | 45+1’ Caprari 90+4’ Kownacki |

| Arbitro: | Abbattista (Molfetta) |

|                                     |           |  |
| Destro 35’ De Maio 73’ Džemaili 88’ | Marcatori |  |

| Arbitro: | Mariani (Aprilia) |

|                             |           |  |
| Falque 3’ Niang 40’ Obi 45’ | Marcatori |  |

| Arbitro: | Di Bello (Brindisi) |

|  |           |                        |
|  | Marcatori | 20’ Mertens 47’ Hamšík |

| Arbitro: | Manganiello (Pinerolo) |

|                                                        |           |                           |
| Fazio 26’ Dzeko 59’ Under 62’, 75’ Defrel 90+2’ (rig.) | Marcatori | 7’ Guilherme 76’ Brignola |

| Arbitro: | Rocchi (Firenze) |

|                                  |           |                         |
| Sandro 37’ Viola 65’ Diabaté 89’ | Marcatori | 11’ Crociata 73’ Benali |

| Arbitro: | Pairetto (Nichelino) |

|                            |           |  |
| Škriniar 66’ Ranocchia 69’ | Marcatori |  |

| Arbitro: | Doveri (Roma 1) |

|                              |           |  |
| Letizia 25’ Diabaté 66’, 84’ | Marcatori |  |

| Arbitro: | Pasqua (Tivoli) |

|          |           |  |
| Hugo 25’ | Marcatori |  |

| Arbitro: | Manganiello (Pinerolo) |

|              |           |                                      |
| Brignola 46’ | Marcatori | 90+2’ Pavoletti 90+7’ (rig.) Barella |

| Arbitro: | Calvarese (Teramo) |

|                                                                                     |           |                           |
| Immobile 19’, 68’ Caicedo 60’ de Vrij 66’ Lucas Leiva 83’ Luis Alberto 90+1’ (rig.) | Marcatori | 23’ Cataldi 51’ Guilherme |

| Arbitro: | Pasqua (Tivoli) |

|                  |           |                                                |
| Diabaté 24’, 51’ | Marcatori | 16’, 45+2’ (rig.), 74’ (rig.) Dybala 82’ Costa |

| Arbitro: | Gavillucci (Latina) |

|                   |           |                  |
| Politano 41’, 64’ | Marcatori | 22’, 72’ Diabaté |

| Arbitro: | Ghersini (Genova) |

|  |           |                                  |
|  | Marcatori | 21’ Freuler 49’ Barrow 75’ Gómez |

| Arbitro: | Mariani (Aprilia) |

|  |           |              |
|  | Marcatori | 28’ Iemmello |

| Arbitro: | Maresca (Napoli) |

|                              |           |                           |
| Viola 23’ Coda 76’ Sagna 90’ | Marcatori | 13’ Widmer 78’ 79’Lasagna |

| Arbitro: | Guida (Torre Annunziata) |

|                                   |           |  |
| Paloschi 25’ Antenucci 82’ (rig.) | Marcatori |  |

| Arbitro: | Chiffi (Padova) |

|             |           |  |
| Diabaté 87’ | Marcatori |  |

| Arbitro: | Pasqua (Tivoli) |

|             |           |  |
| Inglese 51’ | Marcatori |  |

### Coppa Italia

#### Turni eliminatori
| Arbitro: | Nasca (Bari) |

|  |           |                                                  |
|  | Marcatori | 42’ (rig.), 69’ (rig.), 75’ Cerri 87’ Emmanuello |

## Statistiche

### Statistiche di squadra
| Competizione | Punti | In casa | In casa | In casa | In casa | In casa | In casa | In trasferta | In trasferta | In trasferta | In trasferta | In trasferta | In trasferta | Totale | Totale | Totale | Totale | Totale | Totale | DR  |
| Competizione | Punti | G       | V       | N       | P       | Gf      | Gs      | G            | V            | N            | P            | Gf           | Gs           | G      | V      | N      | P      | Gf     | Gs     | DR  |
| ------------ | ----- | ------- | ------- | ------- | ------- | ------- | ------- | ------------ | ------------ | ------------ | ------------ | ------------ | ------------ | ------ | ------ | ------ | ------ | ------ | ------ | --- |
| Serie A      | 21    | 19      | 5       | 2       | 12      | 23      | 40      | 19           | 1            | 1            | 17           | 10           | 44           | 38     | 6      | 3      | 29     | 33     | 84     | −51 |
| Coppa Italia | -     | 1       | 0       | 0       | 1       | 0       | 4       | -            | -            | -            | -            | -            | -            | 1      | 0      | 0      | 1      | 0      | 4      | −4  |
| Totale       | -     | 20      | 5       | 2       | 13      | 23      | 44      | 19           | 1            | 1            | 17           | 10           | 44           | 39     | 6      | 3      | 30     | 33     | 88     | −55 |

### Andamento in campionato
| Giornata  | 1  | 2  | 3  | 4  | 5  | 6  | 7  | 8  | 9  | 10 | 11 | 12 | 13 | 14 | 15 | 16 | 17 | 18 | 19 | 20 | 21 | 22 | 23 | 24 | 25 | 26 | 27 | 28 | 29 | 30 | 31 | 32 | 33 | 34 | 35 | 36 | 37 | 38 |
| --------- | -- | -- | -- | -- | -- | -- | -- | -- | -- | -- | -- | -- | -- | -- | -- | -- | -- | -- | -- | -- | -- | -- | -- | -- | -- | -- | -- | -- | -- | -- | -- | -- | -- | -- | -- | -- | -- | -- |
| Luogo     | T  | C  | C  | T  | C  | T  | C  | T  | C  | T  | C  | T  | C  | T  | C  | T  | C  | T  | C  | C  | T  | T  | C  | T  | C  | T  | C  | T  | C  | T  | C  | T  | C  | T  | C  | T  | C  | T  |
| Risultato | P  | P  | P  | P  | P  | P  | P  | P  | P  | P  | P  | P  | P  | P  | N  | P  | P  | P  | V  | V  | P  | P  | P  | P  | V  | P  | V  | P  | P  | P  | P  | N  | P  | V  | N  | P  | V  | P  |
| Posizione | 14 | 16 | 20 | 20 | 20 | 20 | 20 | 20 | 20 | 20 | 20 | 20 | 20 | 20 | 20 | 20 | 20 | 20 | 20 | 20 | 20 | 20 | 20 | 20 | 20 | 20 | 20 | 20 | 20 | 20 | 20 | 20 | 20 | 20 | 20 | 20 | 20 | 20 |

Fonte:  Classifiche Serie A 2017-2018, su it.eurosport.com.
Legenda:

Luogo: C = Casa; T = Trasferta. Risultato: V = Vittoria; N = Pareggio; P = Sconfitta.

### Statistiche dei giocatori
Sono in corsivo i calciatori che hanno lasciato la società a stagione in corso.
| Giocatore       | Serie A  | Serie A | Serie A     | Serie A    | Coppa Italia | Coppa Italia | Coppa Italia | Coppa Italia | Totale   | Totale | Totale      | Totale     |
| Giocatore       | Presenze | Reti    | Ammonizioni | Espulsioni | Presenze     | Reti         | Ammonizioni  | Espulsioni   | Presenze | Reti   | Ammonizioni | Espulsioni |
| --------------- | -------- | ------- | ----------- | ---------- | ------------ | ------------ | ------------ | ------------ | -------- | ------ | ----------- | ---------- |
| L. Antei        | 8        | 0       | 0           | 0          | 0            | 0            | 0            | 0            | 8        | 0      | 0           | 0          |
| S. Armenteros   | 9        | 1       | 0           | 0          | 0            | 0            | 0            | 0            | 9        | 1      | 0           | 0          |
| V. Belec        | 13       | -27     | 0           | 0          | 1            | -4           | 0            | 0            | 14       | -31    | 0           | 0          |
| J.C. Billong    | 5        | 0       | 0           | 0          | 0            | 0            | 0            | 0            | 5        | 0      | 0           | 0          |
| E. Brignola     | 18       | 3       | 0           | 0          | 1            | 0            | 0            | 0            | 19       | 3      | 0           | 0          |
| A. Brignoli     | 13       | -28; 1  | 0           | 0          | 0            | 0            | 0            | 0            | 13       | -28    | 0           | 0          |
| D. Cataldi      | 29       | 1       | 0           | 0          | 1            | 0            | 0            | 0            | 30       | 1      | 0           | 0          |
| R. Chibsah      | 14       | 0       | 0           | 0          | 0            | 0            | 0            | 0            | 14       | 0      | 0           | 0          |
| A. Ciciretti    | 12       | 2       | 0           | 0          | 1            | 0            | 0            | 0            | 13       | 2      | 0           | 0          |
| M. Coda         | 24       | 4       | 0           | 0          | 1            | 0            | 0            | 0            | 25       | 4      | 0           | 0          |
| A. Costa        | 16       | 0       | 0           | 0          | 1            | 0            | 0            | 0            | 17       | 0      | 0           | 0          |
| G. Costa        | 12       | 2       | 0           | 0          | 0            | 0            | 0            | 0            | 12       | 2      | 0           | 0          |
| M. D'Alessandro | 16       | 1       | 0           | 0          | 1            | 0            | 0            | 0            | 17       | 1      | 0           | 0          |
| L. Del Pinto    | 13       | 0       | 0           | 0          | 1            | 0            | 0            | 0            | 14       | 0      | 0           | 0          |
| G. Di Chiara    | 13       | 0       | 0           | 0          | 1            | 0            | 0            | 0            | 14       | 0      | 0           | 0          |
| C. Diabaté      | 11       | 8       | 0           | 0          | 0            | 0            | 0            | 0            | 11       | 8      | 0           | 0          |
| B. Djimsiti     | 30       | 0       | 0           | 0          | 1            | 0            | 0            | 0            | 31       | 0      | 0           | 0          |
| F. Duricic      | 15       | 0       | 0           | 0          | 0            | 0            | 0            | 0            | 15       | 0      | 0           | 0          |
| A. Gravillon    | 2        | 0       | 0           | 0          | 0            | 0            | 0            | 0            | 2        | 0      | 0           | 0          |
| B. Gyamfi       | 9        | 0       | 0           | 0          | 0            | 0            | 0            | 0            | 9        | 0      | 0           | 0          |
| P. Iemmello     | 16       | 2       | 0           | 0          | 0            | 0            | 0            | 0            | 16       | 2      | 0           | 0          |
| A. Lazaar       | 9        | 1       | 0           | 0          | 0            | 0            | 0            | 0            | 9        | 1      | 0           | 0          |
| G. Letizia      | 29       | 1       | 0           | 0          | 1            | 0            | 0            | 0            | 30       | 1      | 0           | 0          |
| L. Memushaj     | 17       | 0       | 0           | 0          | 0            | 0            | 0            | 0            | 17       | 0      | 0           | 0          |
| C. Lombardi     | 17       | 0       | 0           | 0          | 0            | 0            | 0            | 0            | 17       | 0      | 0           | 0          |
| F. Lucioni      | 8        | 0       | 0           | 0          | 1            | 0            | 0            | 0            | 9        | 0      | 0           | 0          |
| V. Parigini     | 21       | 0       | 0           | 0          | 0            | 0            | 0            | 0            | 21       | 0      | 0           | 0          |
| C. Puggioni     | 14       | -20     | 0           | 0          | 0            | 0            | 0            | 0            | 14       | -20    | 0           | 0          |
| G. Pușcaș       | 11       | 1       | 0           | 0          | 1            | 0            | 0            | 0            | 12       | 1      | 0           | 0          |
| S. Raniere      | 14       | 1       | 0           | 0          | 0            | 0            | 0            | 0            | 14       | 1      | 0           | 0          |
| B. Sagna        | 13       | 1       | 0           | 0          | 0            | 0            | 0            | 0            | 13       | 1      | 0           | 0          |
| A. Tosca        | 13       | 0       | 0           | 0          | 0            | 0            | 0            | 0            | 13       | 0      | 0           | 0          |
| N. Viola        | 24       | 2       | 0           | 0          | 0            | 0            | 0            | 0            | 24       | 2      | 0           | 0          |
| L. Venuti       | 31       | 0       | 0           | 0          | 1            | 0            | 0            | 0            | 32       | 0      | 0           | 0          |